# Casas de Juan Núñez

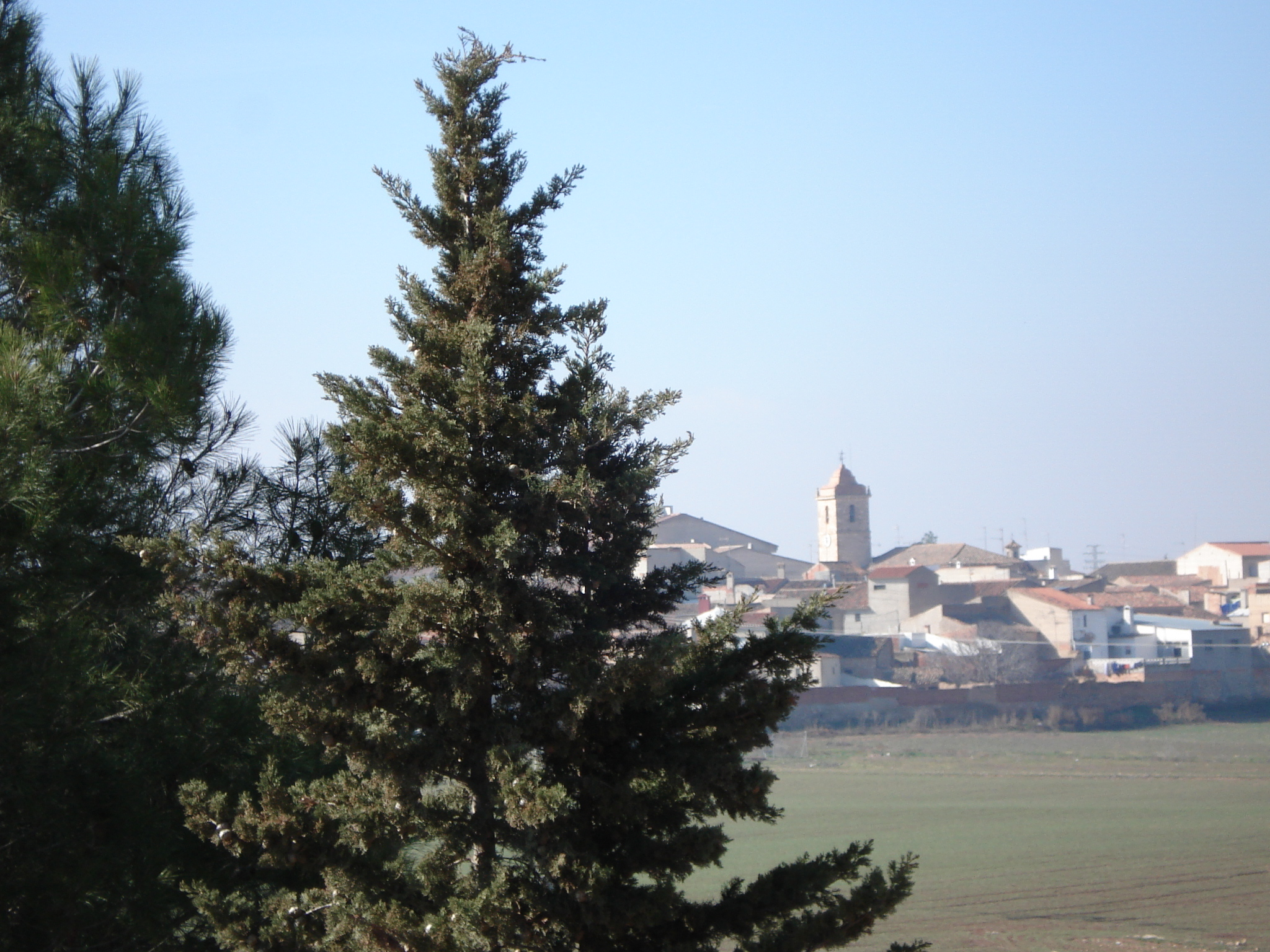
Casas de Juan Núñez

Casas de Juan Núñez – gmina w Hiszpanii, w południowo-wschodniej części kraju, we wspólnocie autonomicznej Kastylia-La Mancha, w prowincji Albacete, w comarce La Manchuela.
Według danych ze spisu ludności w 2011 roku liczba mieszkańców wyniosła 1433 osoby.